# Edmund Stark
Edmund Stark (geboren 14. Juni 1909 in Seitingen; gestorben 2004 in Ravensburg) war ein deutscher Richter in der Zeit des Nationalsozialismus und in der Bundesrepublik.

## Leben
Edmund Stark war ein Sohn des damaligen Bürgermeisters von Seitingen, Richard Stark. Nach dem Realschulabschluss begann er eine Ausbildung als Notaranwärter zum Bezirksnotar, die er nach vier Jahren abbrach und nun das Abitur an der Oberrealschule Tuttlingen nachmachte. Ab 1931 studierte Stark Jura in Tübingen und Berlin und legte Ende 1934 in Tübingen die erste juristische Staatsprüfung ab. Sein dreijähriger Vorbereitungsdienst beinhaltete den obligatorischen zweimonatigen Lehrgang im Gemeinschaftslager „Hanns Kerrl“ in Jüterbog. Das zweite Staatsexamen im Februar 1938 bestand er ebenfalls mit der Note „gut“ und er wurde daher sofort als Assessor in die württembergische Justizverwaltung übernommen. Auf seine Beförderung zum Amtsgerichtsrat am Amtsgericht Tettnang musste er allerdings bis Mitte 1941 warten.
Stark war Mitglied der KStV Alamannia Tübingen und trat nach der Machtübergabe an die Nationalsozialisten dem Stahlhelm bei. Durch Überführung der Mitgliedschaften wurde er im Juni 1933 zum SA-Mitglied, im Januar 1935 wechselte er in das vermeintlich unpolitische NSKK. Außerdem wurde er Mitglied in der NS-Volkswohlfahrt, im NS-Rechtswahrerbund und im Reichskolonialbund. 1940 trat er der NSDAP bei (Mitgliedsnummer 7.612.724). Er war frontdienstuntauglich.
Stark wurde im Juli 1942 an den Volksgerichtshof (VGH) nach Berlin abgeordnet. Er bereitete Anklagen vor, fungierte als Reichsanwalt in VGH-Prozessen, bei denen fünfzig von ihm beantragte Todesurteile gefällt wurden, und war fallweise auch Vollstreckungsleiter bei Hinrichtungen. In einem dokumentierten Einzelfall sprach das Gericht kein Todesurteil aus, obwohl Stark dieses unter Verweis auf die Polenstrafrechtsverordnung gefordert hatte. Stark war unter anderem Ankläger im Prozess gegen den Freidenker Max Sievers. Im Prozess gegen Mitglieder der Gruppe Europäische Union wegen Vorbereitung des Hochverrats, Feindbegünstigung und Wehrkraftzersetzung wurden vom Gericht unter Vorsitz Roland Freislers 9 Todesurteile ausgesprochen, unter anderem gegen Georg Groscurth, Herbert Richter und Paul Rentsch; der Chemiker Robert Havemann, der an kriegswichtigen Forschungen arbeitete, erhielt eine Gefängnisstrafe.
Stark versuchte im Sommer 1943, seine Abordnung nach Berlin zu beenden, kam damit aber beim Oberreichsanwalt Ernst Lautz nicht durch. Noch am 23. Januar 1945 erwirkte er wegen Wehrkraftzersetzung ein Todesurteil gegen den Delmenhorster Lehrer Otto Gratzki, dessen Hinrichtung nicht mehr stattfand. Anfang Februar 1945 meldete er sich von dem Wohnort seiner Schwiegereltern in Oberndorf am Neckar aus als arbeitsunfähig krank und wurde mit einem Haftbefehl an den Dienstort Berlin zurückbeordert, wo nun ihm vor dem VGH der Prozess wegen Wehrkraftzersetzung gemacht werden sollte. Stark wurde am 29. März 1945 vom VGH unter Vorsitz von Harry Haffner zu vier Jahren Zuchthaus wegen Betriebssabotage verurteilt, er wurde im Strafgefangenenlager Griebo inhaftiert und kam bei der Annäherung der alliierten Truppen am 25. April 1945 frei.
Somit konnte Stark (als Täter) sich nunmehr selbst als ein Opfer der NS-Justiz ausweisen und wurde bereits im November 1945 von der französischen Militärverwaltung zum Oberamtsrichter beim Amtsgericht Biberach ernannt. Als hilfreich erwies sich die Bundesbruderschaft mit dem Richter und CDU-Politiker Gebhard Müller. Stark als ein ausgewiesenes NS-Opfer war nun in der Lage, bedrängten NS-Richtern bei deren Entnazifizierung mit Persilscheinen auszuhelfen, darunter dem Senatspräsidenten am VGH Kurt Albrecht.
Stark war zum Landgerichtsdirektor am Landgericht Ravensburg aufgestiegen, als er Anfang 1960 vom Stuttgarter Generalstaatsanwalt wegen angeblicher 20 Todesurteile, an denen er in seiner VGH-Zeit mitgewirkt haben soll, verhört wurde. Das Ermittlungsverfahren wurde nach zwei Monaten eingestellt. Ergebnisse einer weiter gefassten Untersuchung wurden einer auf politischen Druck hin von der Landesregierung Baden-Württembergs eingerichteten Richterkommission vorgelegt, die aus den NS-Verfolgten Richtern Richard Schmid (1899–1986) und Max Silberstein (1897–1966) bestand und dem Stuttgarter Landgerichtspräsidenten Hans Neidhard. Die drei Richter sprachen Stark von juristischem Fehlverhalten frei.
Im März 1969 stellte die Tochter Max Sievers’ eine ergebnislose Strafanzeige gegen Stark wegen Mordverdachts. In den 1980er Jahren wurde Stark wiederholt verhört, als immer neue Todesurteile des VGH auftauchten, bei denen Stark Anklagevertreter gewesen war, allein zu einem Hauptverfahren mit Anklageerhebung wegen Mordes aus niedrigen Beweggründen kam es nicht, und 1991 kam es zu einer Einstellungsverfügung der Ermittlungen.
Dass Stark nach seiner Pensionierung zwischen 1975 und 1980 noch als Vorsitzender eines Prüfungsausschusses für Kriegsdienstverweiger das Gewissen junger Wehrpflichtiger prüfte, ging 1981 durch die Medien.